# Chelodina walloyarrina
Chelodina walloyarrina is een schildpad uit de familie slangenhalsschildpadden (Chelidae). 

## Naam en indeling
De wetenschappelijke naam van de soort werd voor het eerst voorgesteld door William P. McCord en Mehdi Joseph-Ouni in 2007. Oorspronkelijk werd de soort als ondersoort van Chelodina burrungandjii beschreven en werd de wetenschappelijke naam Chelodina burrungandjii walloyarrina gebruikt. Later werd de schildpad aan het niet meer erkende geslacht Macrochelodina toegekend.
De soortaanduiding walloyarrina  betekent vrij vertaald 'bebaarde kin' en is afgeleid van de Aboriginalwoorden 'wallo' = kin en 'yarrin' = bebaard. Het holotype werd op 20 juli 2004 gevangen in de Fitzroyrivier en betrof een volwassen mannetje met een schildlengte van 22,4 centimeter.

## Uiterlijke kenmerken
De maximale schildlengte is 26,8 centimeter, de mannetjes blijven kleiner. Het rugschild is zwart van kleur en ovaal van vorm, het rugschild heeft een ruw oppervlak. Het nekschild is opvallend breed en is rechthoekig van vorm. De eerste en het tweede marginaalschild zijn sterk verbreed.
Het plastron of buikschild heeft een lichtgele kleur, soms met zwarte kleuren aan de naden tussen de hoorplaten. De plastronformule is pec > fem > an > abd > gul.
De kop is relatief groot en breed en met name bij de vrouwtjes is de kop wat afgeplat. De trommelvliezen of tympana wit tot groen van kleur. De kleur van de kop en poten is grijs tot bijna zwart, de onderzijde is lichter van kleur. De lengte van de nek is ongeveer 70 procent van de schildlengte, het gehele oppervlak van de nek is voorzien van kleine uitsteekseltjes. De bovenzijde van de net is grijszwart van kleur, de onderzijde is wit. Onder de keel zijn drie paar baarddraden gelegen wat uitzonderlijk veel is voor een Australische slangenhalsschildpad. Het middelste paar is langer en dikker dan de overige baarddraden. De iris varieert ik kleur van groen in de noordelijke populaties tot oranje of rood in het zuiden van het areaal.

## Levenswijze
Over de voortplanting en de voedselgewoonten van deze relatief recent beschreven schildpad is nog vrijwel niets bekend. 

## Verspreiding en habitat
Chelodina walloyarrina komt voor in delen van Australië en endemisch leeft in de staat West-Australië. De habitat bestaat uit permanente zoete wateren zoals moerassen, billabongs, lagunes en rivieren. 